# Barichneumon absolutus
Barichneumon absolutus là một loài tò vò trong họ Ichneumonidae.